# Santuario della Madonna di Belvedere (Città di Castello)
Le Santuario della Madonna di Belvedere  est une église catholique située en Italie à Città di Castello dans la province de Pérouse.

## Localisation
Le sanctuaire de la Madonna di Belvedere est situé à quelques kilomètres de Città di Castello, situé au sommet de la colline de Caprano.

## Histoire
Le sanctuaire conçu par l'architecte local Antonio Gabrielli et par son élève Nicola Barbioni est construit entre les années 1668-1684, pour abriter une statue de la Vierge, considérée comme miraculeuse, provenant de l'église Santa Maria di Caprano construite dans la première moitié du XIIIe siècle et tombée en ruine.

## Description

### Exterieur
L'édifice de style baroque, possède un corps couvert par une imposante coupole, flanqué symétriquement de deux campaniles cylindriques à plan octogonal. Devant l'entrée se trouve un portique semi-circulaire.

### Intérieur
Construit sur un plan en croix grecque, le sanctuaire rappelle celui de la Madonna di San Luca à Bologne. Le portail franchi, on note aussitôt une rose des vents en bois marqueté datant de 1883.
Son style est typiquement baroque, avec des stucs qui représentent la plupart des saints patrons de la ville : Floridus, Amantius...
Sur la droite se trouve la chapelle San Vincenzo martire avec la toile de Giovanni Ventura Borghesi Martirio di San Vincenzo (1699) ; sur la gauche, la chapelle des âmes au purgatoire.
Des quatre corbeaux du dôme, les deux face à l'entée sont de Pietro Montanini, un de Renzo Matteucci et l'autre de Mattia Battini.
Face à l'entée, au-dessus du maître-autel, dans une niche couverte de tissu rouge, se trouve la statue de la Madonna di Belvedere. Elle est vêtue d'une robe de soie blanche brodée et d'un manteau bleu, son regard tendre est tourné vers l'Enfant Jésus endormi sur ses genoux.

## Images

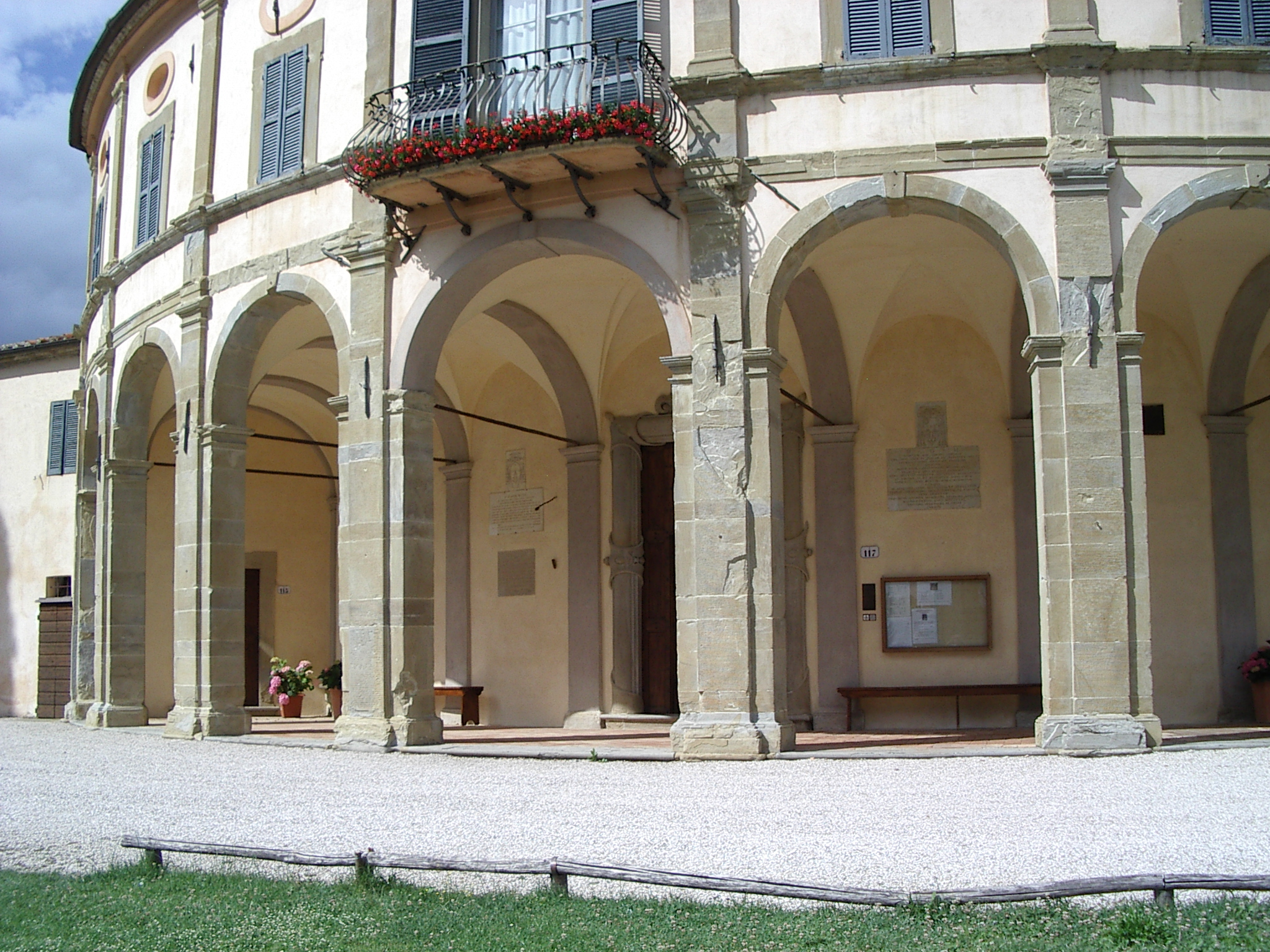
Le portique semi circulaire
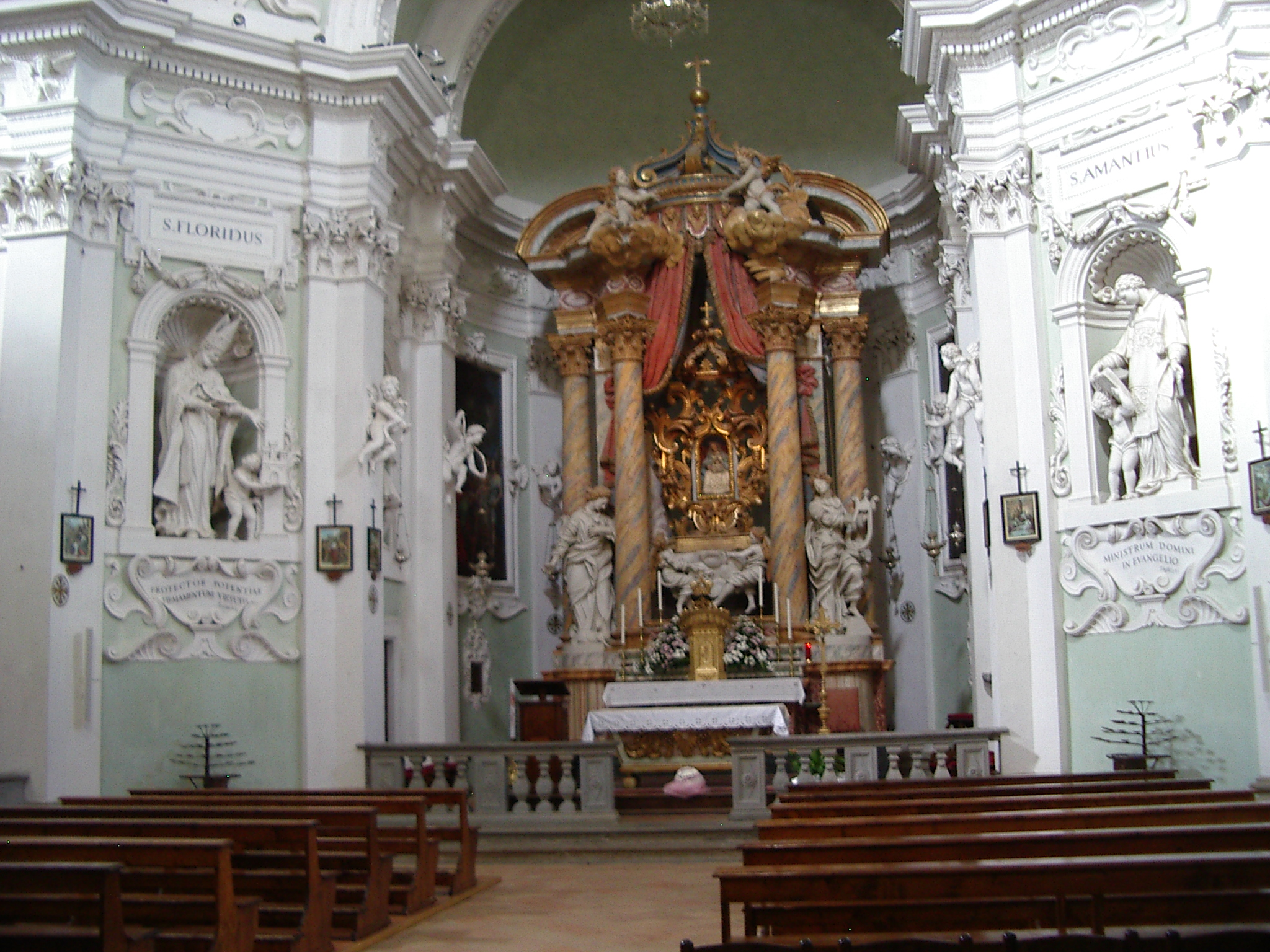
maître-autel, niche avec la Madonna di Belvedere
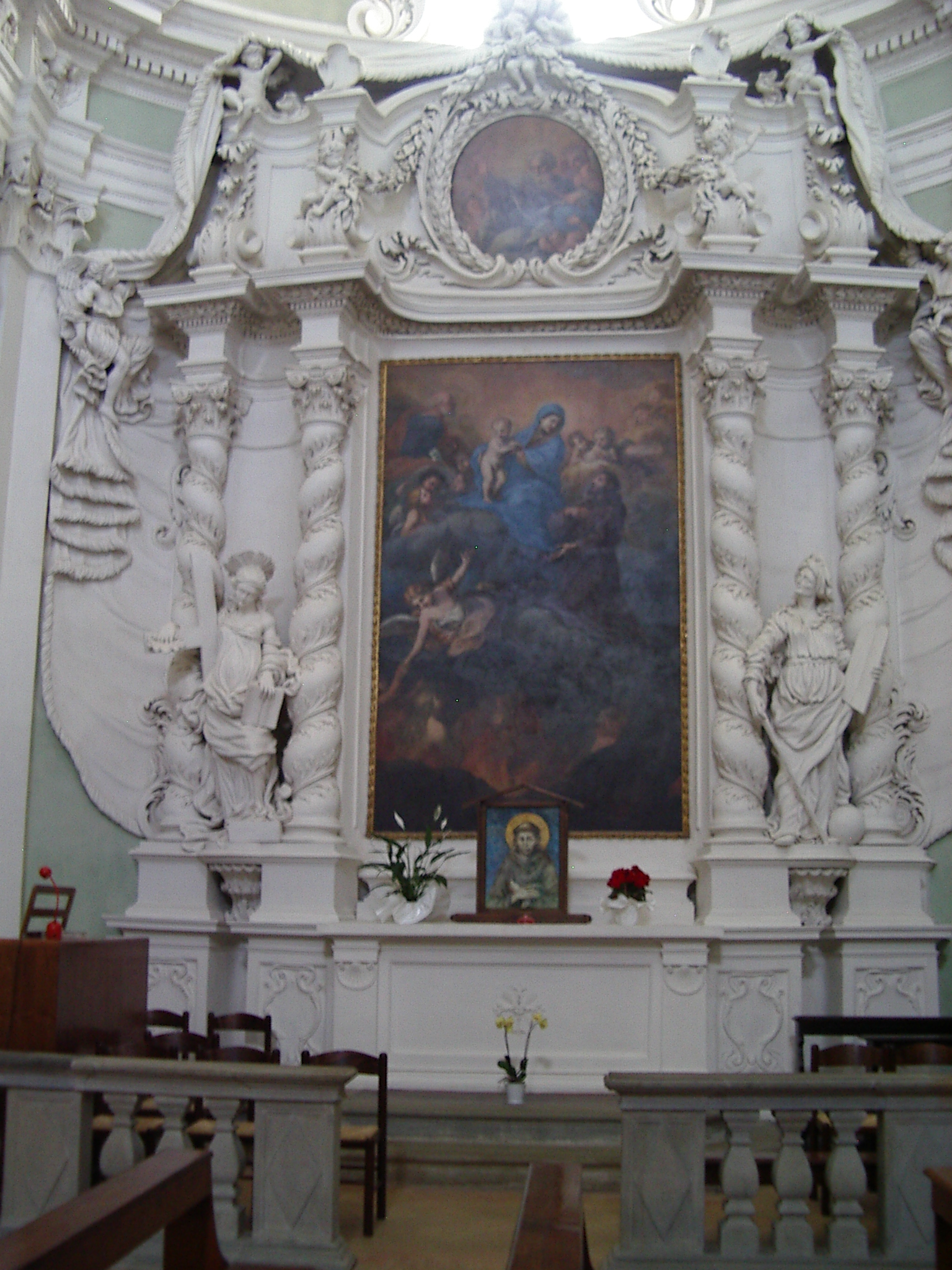
Chapelle des âmes purgatives